# Nesticus flavidus
Espèce
Nesticus flavidus est une espèce d'araignées aranéomorphes de la famille des Nesticidae.

## Distribution
Cette espèce est endémique de Corée du Sud.

## Publication originale
- Paik, 1978 : Seven new species of Korean spiders. Research Review of Kyungpook National University. vol. 25/26, p. 45-61.